# Okres Barcs
Okres Barcs (maďarsky Barcsi járás) je jedním z osmi okresů maďarské župy Somogy. Jeho centrem je město Barcs.

## Sídla
V okrese se nachází celkem 26 měst a obcí.
Města
- Barcs

Obce
- Babócsa
- Bélavár
- Bolhó
- Csokonyavisonta
- Darány
- Drávagárdony
- Drávatamási
- Heresznye
- Homokszentgyörgy
- Istvándi
- Kálmáncsa
- Kastélyosdombó
- Komlósd
- Lad
- Lakócsa
- Patosfa
- Péterhida
- Potony
- Rinyaújlak
- Rinyaújnép
- Somogyaracs
- Szentborbás
- Szulok
- Tótújfalu
- Vízvár